# Premios Ídolo
Los Premios Ídolo son unos galardones que premian diversas categorías relacionadas con la creación de contenido digital. Estos galardones son otorgados de forma anual por la compañía The Music Republic y la influencer Dulceida (Aida Domènech Pascual), organizadora de los Premios Ídolo. 
Estos galardones se celebran en un evento que reconoce la labor de los influencers digitales en España. La finalidad de los Premios Ídolo es gratificar a los mejores profesionales en las distintas especialidades del contenido digital.

## Historia
El nacimiento de los Premios Ídolo tiene como fin destacar la importancia de la creación de contenido en la era digital. Con estos premios se gratifica a los creadores de contenido por la originalidad, ingenio y la impresión notoria en la sociedad. Los galardones premian la capacidad de proponer diferentes formas de comunicación.
La primera edición de los Premios Ídolo se celebró en el año 2022, con el objetivo de calificar el trabajo de los creadores digitales. Esta primera edición se celebró el 24 de marzo de 2022. Este evento tuvo lugar en el Teatro Rialto de Madrid. En ella participan diversas celebridades de Internet. En relación con las categorías que acontecen este evento, se encuentran 19 diferentes tipologías de grupos premiados. Se destacan tanto aquellos que forman parte del mundo de las redes sociales (Ibai Llanos, Illojuan, Lola Lolita) hasta formas de enseñanza dentro del contenido digital, como por ejemplo, gastronomía, lifestyle, etc.
Tras el éxito de estos premios en el año 2022, se ha celebrado una segunda edición en 2023. Esta segunda edición se ha celebrado en el Gran Teatro Príncipe Pío de Madrid el 9 de marzo de ese mismo año. La presentadora del evento fue la actriz Ana Milán. En esta celebración, se suman influencers como Eva Soriano y Marta Díaz. 
En 2024 se celebró la tercera edición de los Premios Ídolo. De acuerdo con las ediciones anteriores, se ha vuelto a celebrar en el Gran Teatro Príncipe Pío de Madrid. La fecha de la festividad se ha celebrado el 14 de marzo de 2024. En esta conmemoración, se han vuelto a sumar influencers como Lucía De La Puerta, YoSoyPlex, etc.
Tras su éxito en España, los Premios Ídolo se han expandido en un ámbito internacional. En Argentina, en 2024, se ha celebrado un evento que galardona a los creadores de contenido. Se han desarrollado en el Salón Tattersal del Hipódromo de San Isidro el 22 de agosto de 2024. 

### Tendencias y Comunidad Digital
La tercera edición de estos premios (Premios Ídolo, 2024) han servido para crear tendencias respecto al futuro tecnológico del contenido en redes sociales. Por un lado, la premiación de contenidos digitales está integrando experiencias tecnológicas de manera más interactiva. El aumento integrativo del área digital en la sociedad se está enfocando en promover mensajes de concienciación social.
El aumento participativo de usuarios en las redes sociales en España ha crecido en 2024. En comparativa con el 2022, en 2024 la cifra de usuarios registrados es de 40,7 millones. Lo que equivale al 87,1% de la población española. Según el Instituto Nacional de Estadística (INE), en 2022 el 63,2% de la población cuyas edades oscilan entre los 16 y 74 años de edad ha participado activamente en las redes sociales. Principalmente, se destacan Instagram, Facebook, Twitter (actualmente conocida como X) y YouTube. 

## Categorías
- Artista musical (desde 2022)[3][8]
- Comedia (desde 2022)[3][8]
- Belleza / Beauty (desde 2022)[3][8]
- Proyecto Audiovisual (desde 2022)[3][8]
- Emprendimiento digital (desde 2023)[3][8]
- Stay True (desde 2023)[3][8]
- Gastronomía (desde 2022)[3][8]
- TikToker (desde 2022)[3][8]
- Podcast (desde 2022)[3][8]
- Conciencia Social (desde 2022)[3][8]
- Sostenibilidad (desde 2024)[9]
- Healthy (desde 2022)[3][8]
- eSports (desde 2022)[3][8]
- Lifestyle (desde 2023)[3][8]
- Arte (desde 2022)[3][8]
- Youtubers (desde 2022)[3][8]
- Videoclip del año (desde 2022)[3]
- Streamer (desde 2022)[3][8]
- Freestyle (desde 2022)[3][8]
- Moda (desde 2022)[3][8]
- Viajes (desde 2022)[3][8]
- Ídolo revelación (desde 2023)[3][8]
- Ídolo del año (desde 2023)[3][8]
- Creador digital del año  (desde 2022)[3][8]